# Cotoca
Cotoca es una pequeña ciudad y municipio de Bolivia, capital de la provincia de Andrés Ibáñez en el departamento de Santa Cruz. El municipio tiene una superficie de 606 km² y cuenta con una población de 45.519 habitantes (según el Censo INE 2012). La localidad se ubica a 17 km al este de la capital departamental y por tanto forma parte del área metropolitana de Santa Cruz de la Sierra.
Cotoca es conocida por sus comidas típicas y su artesanía, especialmente de cerámicas. Este lugar surge a partir de la construcción y bendición del templo el 15 de diciembre de 1799, en el lugar donde fue encontrada la imagen de la Virgen de Cotoca.

## Historia
La leyenda dice que a fines del siglo XVIII tres prófugos necesitados de calor encendieron una fogata, uno de ellos al cortar un tronco por la mitad descubrió la imagen de la Virgen María. Desde ese momento nació la devoción a la Virgen de Cotoca, se levantó un templo en el mismo lugar de la aparición y posteriormente se lo bendijo el 15 de diciembre de 1799.
Por Ley N.º 1522 del 13 de diciembre de 1993 se crea la primera sección de la provincia Andrés Ibáñez cuya capital sería Cotoca. En el año 2003 Cotoca es declarada "Patrimonio Cultural y Religioso de Bolivia".

## Geografía
Se encuentra situada en la zona este de la provincia Andrés Ibáñez junto al río Grande, limitando al norte, al sur y al oeste con el municipio de Santa Cruz de la Sierra y al este con el municipio de Pailón de la provincia Chiquitos. Su topografía es completamente llana, con un clima cálido con temperaturas extremas de 9 °C en invierno y 35 °C en verano, con una media de 24 °C.
Tiene una superficie de 606 km², siendo el municipio más pequeño de la provincia.

## Demografía
De acuerdo con el censo boliviano de 2024, la población del municipio de Cotoca es de 106 292 habitantes.
La población del municipio se quintuplicó entre 1992 y 2024:
| Año  | Habitantes (municipio) | Fuente |
| ---- | ---------------------- | ------ |
| 1992 | 21.252                 | Censo  |
| 2001 | 36.425                 | Censo  |
| 2012 | 45.519                 | Censo  |
| 2024 | 106.292                | Censo  |

## Economía
Las actividades económicas más importantes son agricultura, ganadería, caza, pesca y silvicultura. En la agricultura sobresalen los cultivos de algodón, soya, maíz, yuca y plátano. La cerámica de Cotoca se caracteriza por su uso decorativo. Así mismo, tiene varias industrias como la fábrica de fierro de construcción y carretillas, fábrica de lonas, fábrica de tubos para electricidad, planta envasadora de leche y yogur. El municipio tiene una ubicación privilegiada al servir de nexo entre la capital departamental y el resto del departamento hacia el este, conectado mediante carretera con la Ruta 4 y por ferrocarril con el tren bioceánico.
El turismo es otra fuente de ingresos para la población, sobre todo el turismo religioso por ser santuario de la Virgen de Cotoca.

## Virgen de Cotoca

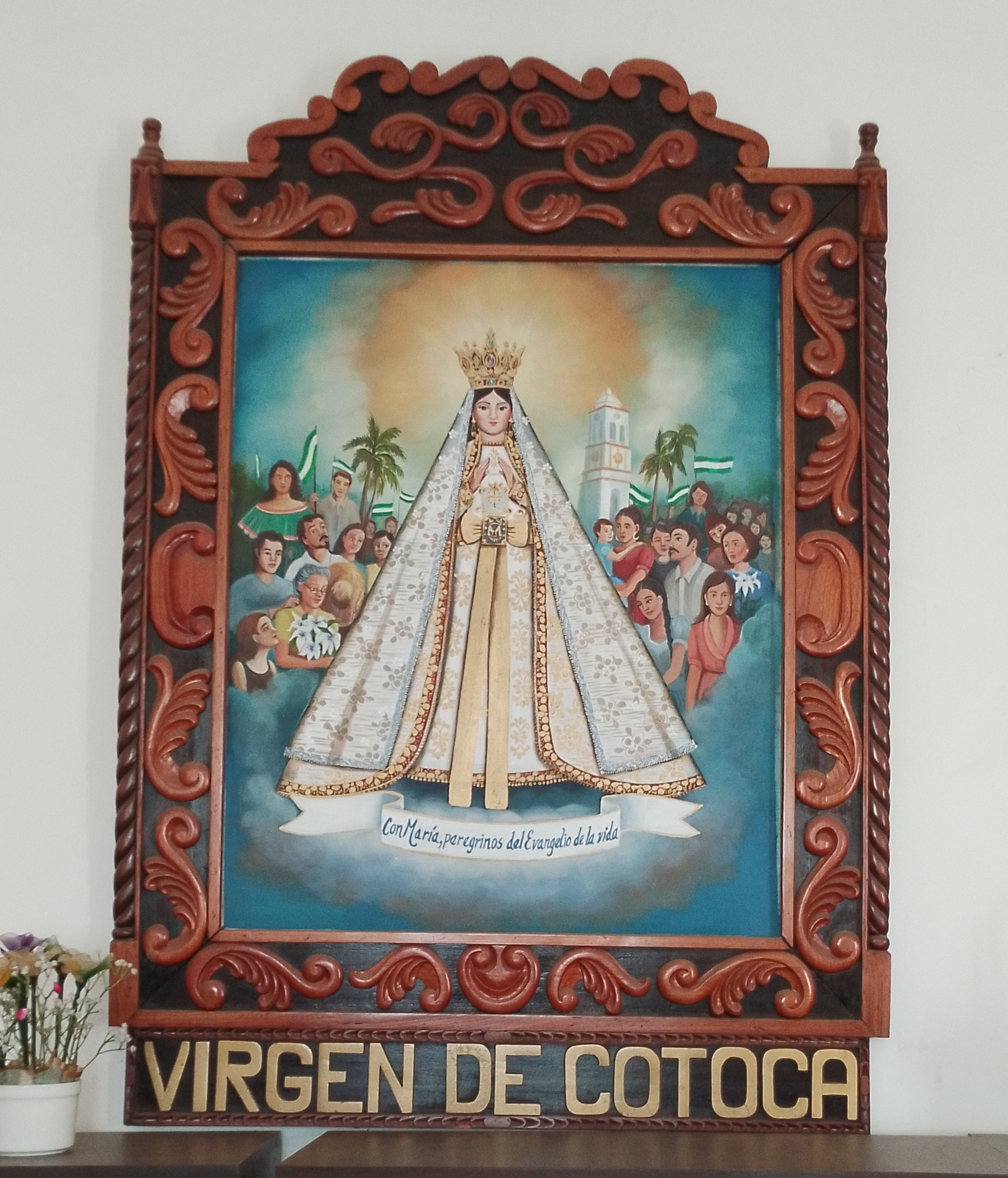
Cuadro de la Virgen de Cotoca en Santa Cruz de la Sierra (Bolivia), en la planta baja de la torre del Santuario de Cotoca, que es la oficina de atención general.

Cotoca es sede del Santuario de la Virgen de Cotoca, donde se venera la Sagrada imagen de la Virgen. Su fiesta religiosa "Festividad de la Purísima Concepción de María" es el 8 de diciembre cuando acuden peregrinos de diversas partes de Bolivia; se estima que más de 200 mil personas asisten en peregrinación la víspera de la fiesta de la Virgen.
La imagen de la Virgen María en Cotoca: se trata de una estatuilla de innegable valor artístico, bella talla en madera realizada hacia el siglo XVIII; se encuentra vestida por una capa dorada siendo los colores de sus otras vestiduras el blanco y el azul-celeste. Su hallazgo es considerado milagroso por los devotos. A fines del siglo XVIII un par de jinetes a caballo encontraron la imagen en el hueco de un gran árbol y desde 1790 se le rinde culto en el santuario de Cotoca.
Intentó ser llevada en ocasiones a la catedral de Santa Cruz de la Sierra después de su hallazgo. La primera vez, esta desapareció de la catedral y fue hallada en el lugar de origen donde fue encontrada lo que consternó a muchos, y fue llevada nuevamente a la catedral, pero nuevamente desapareció y volvió a aparecer en el lugar donde fue hallada por primera vez, con los pies ensangrentados a lo que todos atribuyeron como milagro. 
Un señor que iba en bicicleta comenta que saludó a una mujer que iba a pie a altas horas de la noche por la zona. Pobladores dicen que ella volvió caminando a la zona donde fue encontrada ya que ahí pertenecía. Después de trámites se acordó levantar una iglesia en esa zona para la Virgen.
La Mamita de Cotoca y su pueblo son parte importante del alma boliviana, donde anualmente, el 8 de diciembre se hace caminata nocturna en un acto de Fe y en honor a la Virgen Purísima de la Concepción la Mamita de Cotoca, y el 15 de diciembre, en la "recova" por el levantamiento de la iglesia en honor a la Virgen, se vuelcan miles de fieles de toda la región y el país.
Se dice que en Cotoca murió la última nieta de Ignacio Warnes.[cita requerida]